# Fygen Lutzenkirchen

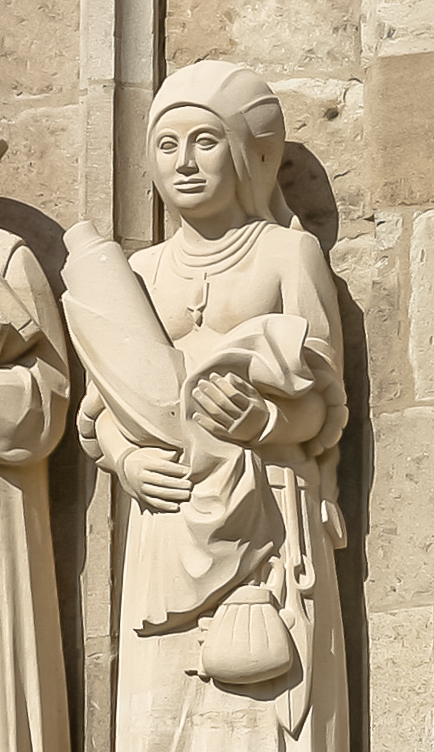
Die Skulptur der Fygen Lutzenkirchen auf dem Kölner Rathausturm

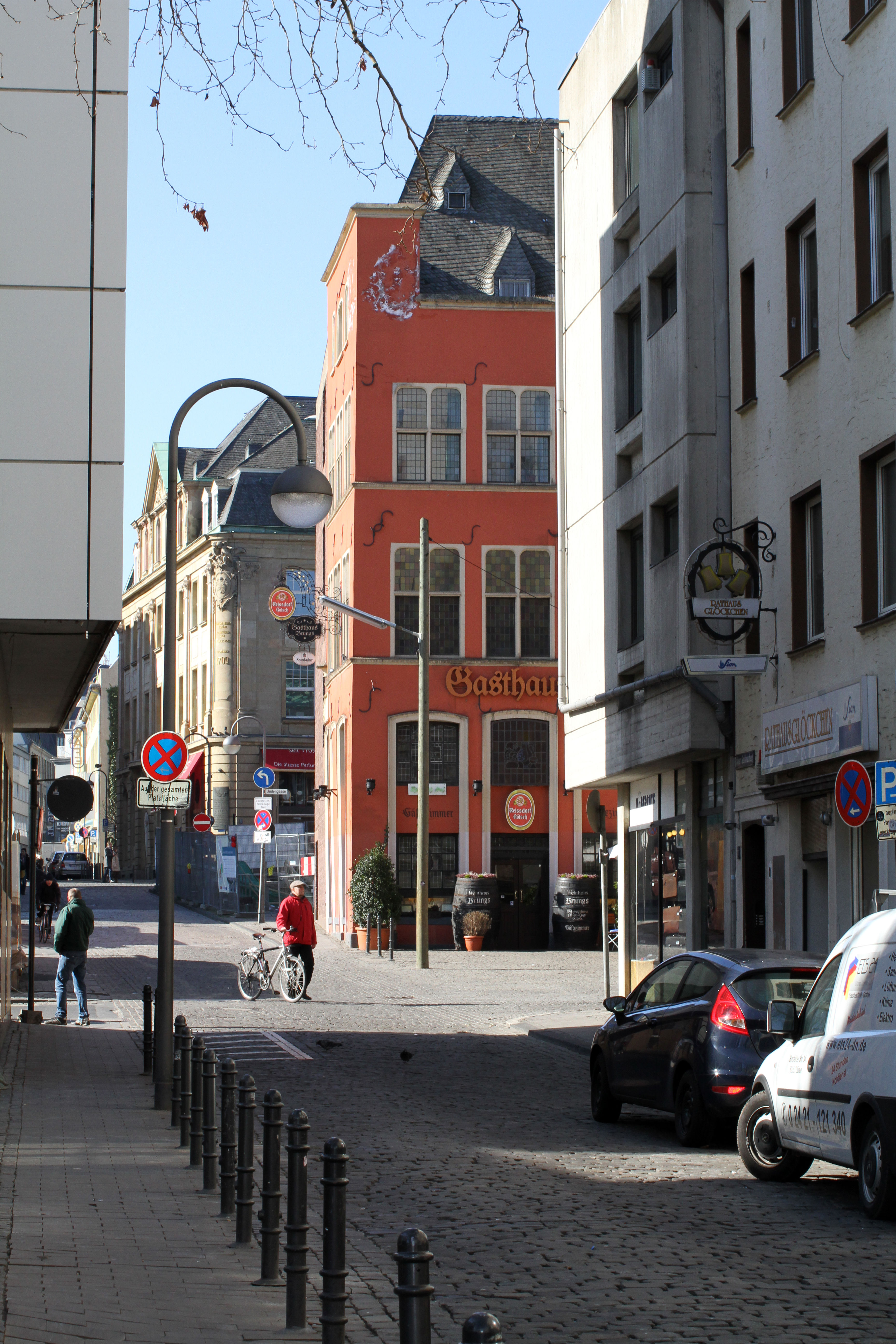
Seidmacherinnengäßchen

Fygen Lutzenkirchen (auch Lützenkirchen, geborene van Bellinghoven; * um 1450; † nach 1515) war eine Seidenunternehmerin aus Köln.

## Leben
Fygen Lutzenkirchen war eine bedeutende Vertreterin der Zunft der Seidmacherinnen, einer der „Kölner Frauenzünfte“. Die Frauenzünfte arbeiteten alle hauptsächlich für den Export, wobei das Seidengewerbe, das das Monopol auf die Herstellung von Seidengewebe in Köln hatte, um 1500 besonders erfolgreich war. Außer in Paris und Köln gab es im Mittelalter in keiner anderen europäischen Stadt Zünfte, die fast ausschließlich aus Frauen bestanden.
1474 wurde Fygen Lutzenkirchen als Meisterin zugelassen; bis 1497 bildete sie 25 Lehrmädchen aus. Ihre eigenen Töchter schickte sie jedoch zur Ausbildung in die Lehre bei Zunftgenossinnen. Sechsmal war sie Amtsmeisterin ihrer Zunft. Verheiratet war Fygen mit dem Großkaufmann und Ratsherrn Peter Lutzenkirchen. Das Ehepaar saß fast 20 Jahre lang abwechselnd dem „Seidamt“ vor und ergänzte sich gegenseitig in seinen unternehmerischen Tätigkeiten. So führte Peter Lutzenkirchen unter anderem Rohseide für den Gewerbebetrieb seiner Frau ein. Als ihr Mann 1498 starb, endete Fygen Lutzenkirchens aktive Rolle im Seidengewerbe. Sie widmete sich der Abwicklung des Erbes sowie dem Handel mit Wein und Drogeriewaren. Vermutlich führte ihre Tochter Lisbeth, die seit 1496 als Hauptseidmacherin zugelassen und ihrerseits mit dem Sohn einer wohlhabenden Familie von Textilunternehmern verheiratet war, den Betrieb weiter. Lisbeths Schwiegermutter Trynken Imhof war neben ihrer Mutter die erfolgreichste Seidmacherin Kölns. 1515 zählte Fygen zu den wohlhabendsten Bürgern Kölns und zu den sechs reichsten Frauen der Stadt. Sie besaß mehrere Häuser in der Stadt, darunter auch den alten Hof Wolkenburg. Ihr Todesdatum ist unbekannt.

### Zunfthaus und Straße des historischen Gewerbes
Einige der altstädtischen Gassen verweisen durch ihren Namen noch heute auf historische Gewerbe der Kölner Zünfte. So setzte sich seit dem 15. Jahrhundert für das Gässchen „Unter Seidmacher“ – die heutige Bezeichnung „Seidmacherinnengäßchen“ geht auf einen Antrag des Kölner Frauengeschichtsvereins zurück – aus einer Vielfalt von in den mittelalterlichen, anfangs in Latein geführten Schreinsbüchern genannten Grundstücksbezeichnungen, so unter anderen inter Sellatores (Unter Sattlern), inter nectrices mitrarum (Unter Haubenwirkerinnen) oder dort, wo Kinderschuhe verkauft wurden, der Name Unter Seidmachern als der sich auf das wohl damals dort bedeutendste Handwerk beziehende durch. In der Gasse stand im ausgehenden 14. Jahrhundert das Seidhaus. Diesen Bau ergänzte 1395 ein älteres „Seidhaus“ in der Gasse „Unter Riemenschneider“, dessen Erbauung zur Änderung der Straßenbezeichnung in „Unter Seidmacher“ führte.

### Ehrungen
Als Repräsentantin der wirtschaftlich erfolgreichen Kölnerinnen des Spätmittelalters wurde Fygen Lutzenkirchen 1992 in das Figurenprogramm für den Kölner Rathausturm aufgenommen (Nr. 38, 1. OG); die Plastik stammt von dem Kölner Bildhauer Wolfgang Reuter.
Im Stadtteil Köln-Niehl wurde 1997 im Industriepark Köln-Nord eine Straße nach Fygen Lützenkirchen (sic) benannt.
2024 wurde Fygen Lutzenkirchen im Rahmen des Projekts Frauenorte in die Liste der FrauenOrte NRW aufgenommen und die Errichtung einer Gedenktafel ist geplant.